# 奈良邦彦
奈良 邦彦（なら くにひこ、1943年5月4日 - ）は日本のテレビドラマ、映画プロデューサー。秋田県出身。
　

## 略歴
- 1943年、宮城県仙台市で国鉄職員・奈良堅三・レンの三男として生まれる。（本籍は北海道）
- まもなく第二次世界大戦のため、秋田県の米内沢にある母方の伯母の嫁ぎ先である木村家に疎開。同地で終戦を迎える。
- 14歳のとき、父親と死別。18歳で上京。
- 20歳を過ぎて建設会社や児童劇団を作るが、故あって辞す。その後、劇団・文学座に就職。
- 文学座では映画放送部に所属する。
- 1978年、結婚。
- 1979年、長男誕生。
- 1989年、次男誕生。
- 2007年5月、映画放送部長を辞し、嘱託社員となる。
- 2008年5月、文学座を退社。

## 作品（テレビドラマ）
- 俺はおまわり君 (1981)
- ゆうひが丘の総理大臣 (1978～1979)
- 青春ド真中！ (1978)
- 俺たちの祭 (1977～1978)

## 作品（映画）
- 坊っちゃん (1977) 企画
- 俺たちの時 (1976) 製作
- 想い出のかたすみに (1975) 製作
- ふれあい (1974) 製作

## その他
母レンの姉は歌人で農業研究家の大黒富治に嫁いだ。